# Лоуес Ајланд (Вирџинија)
Лоуес Ајланд (енгл. Lowes Island) насељено је место без административног статуса у америчкој савезној држави Вирџинија.

## Демографија
По попису из 2010. године број становника је 10.756.
| Група             | 2000.    | 2010.         |
| Белци             | 0 (0,0%) | 7.559 (70,3%) |
| Афроамериканци    | 0 (0,0%) | 497 (4,6%)    |
| Азијати           | 0 (0,0%) | 1.585 (14,7%) |
| Хиспаноамериканци | 0 (0,0%) | 680 (6,3%)    |
| Укупно            | 0        | 10.756        |